# Францисканський монастир в Ройтте
Францисканський монастир в Ройтте (нім. Franziskanerkirche Reutte) — колишня монастирська церква скасованого францисканського монастиря в ринковому містечку в окрузі Ройтте у штаті Тіроль. Парафіяльна церква вікаріату під  покровительством святої Анни належить до деканату Брайтенванга в Єпархії в Інсбруку, структурним об'єднанням з колишнім францисканським монастирем.

## Історія
15 березня 1628 року ерцгерцогом Леопольдом В. та його дружиною Клавдією фон Медичі був закладений фундаментальний камінь для францисканського монастиря в Ройтте. Францисканці Тирольської Францисканської провінції також отримали сусідню церкву святої Анни за пастирську роботу. Після двох років будівництва монастир був добудований у 1630 році. Вже в липні 1632 р. під час Тридцятилітньої війни шведські солдати пошкодили та пограбували монастир та церкву.
Монастирський комплекс горів у 1703 та 1846 роках, але був відновлений за фінансової допомоги населення Ройтте. У XVIII столітті у монастирі францисканці мали власні богословські дослідження. З 1775 по 1782 рр. францисканці також працювали військовими пасторами в замку Еренберга. З 1820 по 1861 р. у Ройтте був Новіціятський монастир.
Через сильний приріст населення Реутте в 1945 році окрему парафію встановили при монастирській церкві, щоб створити місце для парафіяльних зборів. «Паулюсгайм» будувався з 1959 по 1961 рік. З 1961 по 1967 рр. костел поступово реставрували та переробляли, дзвіницю було оновлено у 1976 році. 1 вересня 2014 року монастир, у якому проживали четверо людей, був закритий через відсутність монахів.

## Францисканська церква
Францисканська церква в центрі міста паралельно вулиці структурно пов'язана з монастирською спорудою. Окрім готичного хору, бароковий неф знаходиться під шатровим дахом. Вежа знаходиться на південь від хору і частково в південному крилі будівлі монастиря і має круглі арочні звукові вікна та наметовий дах.
За вузьким передпокоєм йде широкий, довгий будинок з подвійною галереєю на заході. За втягнутою тріумфальною аркою знаходиться втягнутий двосхилий хор під склепінним склепінням на консолях.

## Обладнання

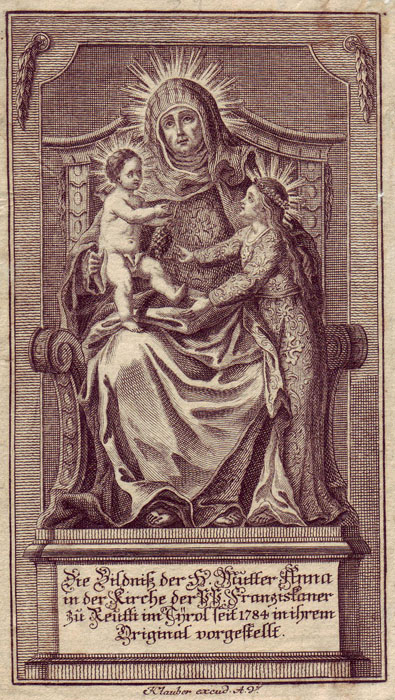
Anna selbdritt у Францисканській церкві Ройтте

Замість високого вівтаря хор церкви закривається групою фігур, створених близько 1515 року Йоргом Ледерер. Ліворуч на  бічному вівтарі знаходиться  розп'яття від Балтасара Джайс, яке перевезли з  Брайтенванга. Дві малі фігури Матері Марії   та   Апостола Іоанна були створені скульптором Антоном Штурм. Бічний вівтар має фігуру святого Антонія фон Падуя. Над правим бічним вівтарем був намальований у 1708 р. Полом Зейлером. Окрім ангела тромбонів (близько 1770 р.), який спочатку мав своє місце на амвонному даху, фігури Магнуса та Афра фон Аугсбург, створені в 1703 р. Епітафія, відлита в руді для Каспара Біссінгера, з 1633 року.

### Різдвяна ліжечко та великодня домовина
Оскільки пожежа 1846 року також знищила майже весь церковний інвентар, у наступні роки було придбано дерев'яне ліжечко та нову  великодню домовину. Вони встановлюються в монастирській церкві щороку під час відповідного святкового сезону і служать для ілюстрації Різдвяних та Пасхальних подій. Після багатьох років, коли цей звичай більше не був актуальним, ліжечко та домовина були відновлені та встановлені знову:
- Сцена Різдва була перенесена сюди з Францисканського монастиря в Тіролі. Ліжечко було створене живописцем  Францом Майклом Хуебером  близько 1738 року і, таким чином, є найдавнішим збереженим ліжечком у Тиролі. Після перерви майже 30 років, ліжечко виставлюяють в церкві щорічно з 1991 року.
- Пасхальна домовина була створена в 1848 році живописцем Антоном Кьоффле (1807–1879) з Гефена та столяром Йозефом Швайгхофером. Востаннє вона була виставленав 1936 році і знову появилася в монастирській церкві з Великодня після ремонту в 2004 році.

## Дзвони
У парафіяльній церкві Ройтте п'ять дзвонів, усі вони були відлиті у 1948 році ливарним майстром Францом Оберашером у Зальцбурзі.